# Angerona fulvularia
Angerona fulvularia là một loài bướm đêm trong họ Geometridae.